# Tierra de Vitigudino

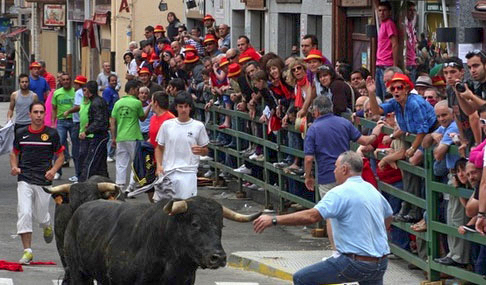
Festas de Vitigudino.

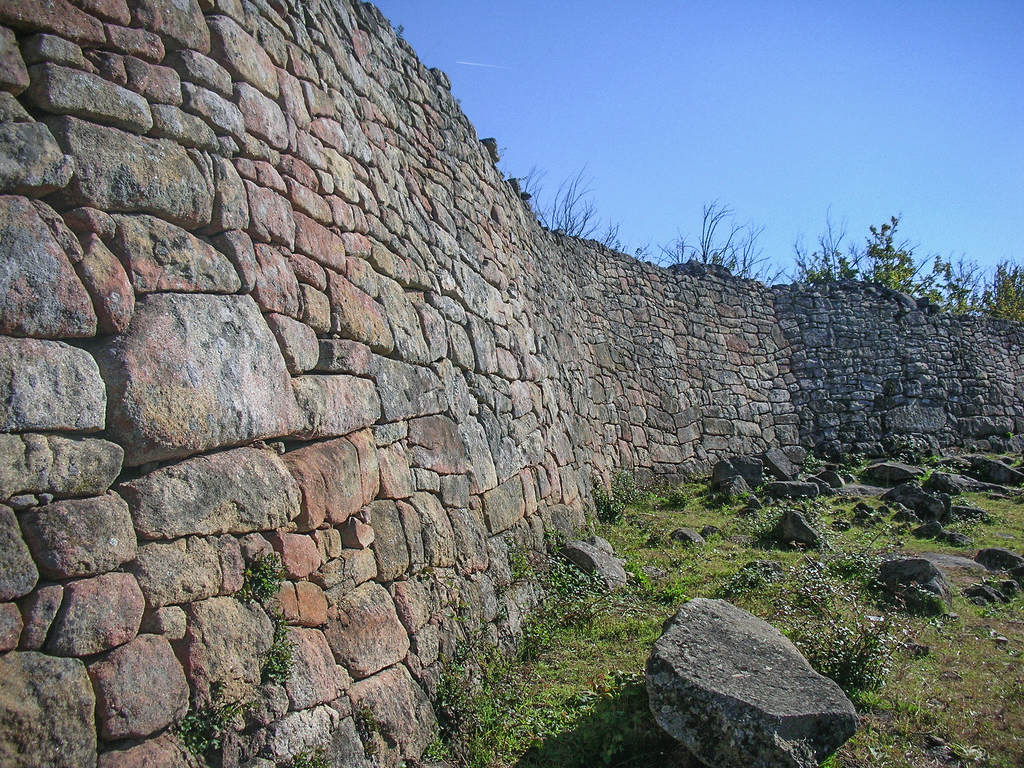
Castro de Yecla la Vieja, em Yecla.

A Tierra de Vitigudino (mais conhecida como Campo de Vitigudino) é uma subcomarca da comarca de Vitigudino, na província de Salamanca, Castela e Leão, Espanha. Os seus limites não se correspondem com uma divisão administrativa, mas com uma demarcação agrária.

## Geografia

### Demarcação
Compreende 35 concelhos: Cipérez, El Cubo de Don Sancho, Espadaña, Moronta, Peralejos de Abajo, Peralejos de Arriba, Pozos de Hinojo, Villar de Peralonso, Villares de Yeltes, Villarmuerto, Vitigudino e Yecla de Yeltes, aos que alguns autores adicionam Almendra, Ahigal de Villarino, Barceo, Barruecopardo, Brincones, Cabeza del Caballo, Cerezal de Peñahorcada, El Manzano, El Milano, Encinasola de los Comendadores, Guadramiro, Iruelos, La Peña, La Vídola, La Zarza de Pumareda, Puertas, Saldeana, Sanchón de la Ribera, Trabanca, Valderrodrigo, Valsalabroso, Villar de Samaniego e Villasbuenas, que pertencem à comarca de La Ramajería.